# USS LST-692
O USS LST-692 foi um navio de guerra norte-americano da classe LST que operou durante a Segunda Guerra Mundial.